# Chesias isabellae
Chesias isabellae är en fjärilsart som beskrevs av Bang-haas 1926. Chesias isabellae ingår i släktet Chesias och familjen mätare. Inga underarter finns listade i Catalogue of Life.